# Subergorgia rubra
Subergorgia rubra is een zachte koraalsoort uit de familie Subergorgiidae. De koraalsoort komt uit het geslacht Subergorgia. Subergorgia rubra werd in 1905 voor het eerst wetenschappelijk beschreven door Thomson. 